# 北京時間 (電影)
《北京時間》，由中共北京市委宣传部、北京新闻出版广播视局策划、支持，北京电视艺术中心有限公司出品、承製，由高满堂担任编剧，安战军执导，李保田、馬元、陳喬恩、孙艺洲、周秀娜領銜主演。

## 劇情介紹
“海归”富二代、青年建筑设计师王小莫（孙艺洲饰演）本想入职后大显身手，却被公司分配照顾已经离退休的、患有脑瘤疾病的老劳模时长工（李保田饰演）。面对对待自己横挑鼻子竖挑眼的爷爷辈的老劳模，王小莫和女友（周秀娜饰演）洋相百出、历尽“磨难”，但俩人同时也对时长工的感情经历产生了好奇和“一探究竟”的兴趣。进而竟发现了年轻时的时长工（马元饰演）与留苏技术员薛亚兰（陈乔恩饰演）在人民大会堂工地上发生的一段旷世绝恋……

## 演员陣容
| 演員   | 角色   | 介紹                                                                       |
| 李保田 | 时长工 | 年迈时长工，患有脑瘤疾病的老劳模时长工                                     |
| 馬 元  | 时长工 | 年轻时长工，回忆中的1950年代角色人物，在人民大会堂工地上发生了一段旷世绝恋 |
| 陈乔恩 | 薛雅兰 | 留苏技术员，回忆中的1950年代角色人物，在人民大会堂工地上发生了一段旷世绝恋 |
| 孙艺洲 | 王小莫 | 海归富二代，青年建筑设计师                                                 |
| 周秀娜 | 周雪彤 | 王小莫的女友                                                               |
| 娜仁花 |        | 薛亚兰的母亲                                                               |

## 影片製作

### 剧本创作
擅长年代剧、抒情正剧的编剧高满堂表示，他已经为《北京时间》“磨出”了23个大结局，最终将择优而录。

### 镜头设计
获过金鸡奖、华表奖的导演安战军，为了展现两种时代迥然不同的爱情和奉献，影片创作基调是温馨怀旧，在大银幕上展现十九世纪50年代的时代特色的同时，也以清新的镜头语言，不失诙谐地表现出二十世纪年青人的精神风貌。

### 角色演绎
饰演留苏技术员的演员陈乔恩表示，“我觉得这个剧本里面，让我感受到一个很真挚的感情，就是，有一种爱它是可以很完美的活在回忆里面，会给大家一个很美好的梦想吧。”

## 反响評價
这部电影同样的延续了高满堂一贯的以宏大历史背景为依托抒情的风格。陈乔恩饰演的薛亚兰角色非常到位，把知识分子家庭出生的小家碧玉所含有的儒雅 清纯 胆怯 幽默 表现的淋离尽致。不过故事情节也告诉我们另外一个道理:人生一世在生命终结之际，事业的成功只是浮眼烟云，而爱情上的遗憾才是永恒的。